# AJS Model 4-serie 1925-1931
De AJS Model 4-serie 1925-1931 was een serie motorfietsen die het Britse merk AJS produceerde van 1925 tot 1931.

## Voorgeschiedenis
AJS was haar productie in 1910 begonnen met de Modellen A en B. Het Model A was aanvankelijk het spaarmodel zonder versnellingsbak. Het Model B was het sportmodel met twee versnellingen dat ook in de dat ook in de Junior TT van 1911 werd ingezet. De productie van het Model A eindigde in 1912, maar het Model B bleef in verschillende uitvoeringen in productie en werd als "TT Model" zeer succesvol in de TT van Man van 1920, 1921 en 1922. In 1924 leverde AJS vier uitvoeringen van de machine: Het zijklep-toermodel B1, de kopklep-sportmodellen B3 en B4 en het zijklep-sportmodel B5. Al deze modellen hadden inmiddels drie versnellingen, maar het Model B5 had als enige nog een velgrem in het voorwiel, terwijl de andere modellen al trommelremmen hadden. 

## Jaren twintig
In 1925 veranderde er niet zo zeer iets aan de motorfietsen, maar wel aan de type-aanduiding. AJS introduceerde een jaarlijkse wijziging waarbij letters werden gebruikt. In 1925 was dat de letter "E", gevolgd door het typenummer. Het AJS Model B werd zo AJS Model E3. Het Model B1 werd AJS Model E4, het Model B3 werd AJS Model E7, het Model B5 werd AJS Model E5 en het Model B4 werd AJS Model E6. In de volgende jaren bleven de cijfers gelijk, maar de letters veranderden: in 1926 G, in 1927 H, in 1928 K, in 1929 M, in 1930 R, in 1931 S en in 1932 T.

### Model E4 1925
Het Model E4 uit 1925 was nog steeds tamelijk eenvoudig. Net als de modellen E3 en E5 had het een 350cc-zijklepmotor. Het Model E5 was het standaard sportmodel, het Model E4 het luxe sportmodel en het Model E3 werd aangeprezen als "De Luxe Touring". Het Model E4 had dan ook voetsteunen in plaats van treeplanken en een lager stuur. Het had drie versnellingen, een Amac-carburateur en een Lucas-ontstekingsmagneet. De boring bedroeg 74 mm, de slag 81 mm. De cilinderkop werd op zijn plaats gehouden door een klem met beugels die in het carter geschroefd zaten. Terwijl het Model E5 nog een velgrem in het voorwiel had, kreeg het Model E4 trommelremmen in beide wielen. De vering werd verzorgd door een parallellogramvork en het achterframe was ongeveerd. De ontstekingsmagneet zat aan de voorkant van het motorblok en werd vanaf de uitlaatnokkenas aangedreven door een kettinkje. Het open brugframe had een dubbele bovenbuis met een flattank. Daarin zat ook het oliereservoir. De machine had een total loss-smeersysteem met het handpompje op de tank. Het schakelquadrant met hefboom zat rechts naast de tank, de koppeling was handbediend. Achter op de drieversnellingsbak zat de kickstarter. Zowel de primaire- als de secundaire aandrijving werden verzorgd door Renolds-kettingen. Beide wielen hadden een wielstandaard en het achterwiel kon snel in- en uitgebouwd worden. Verlichting werd niet geleverd, maar kon wel als accessoire besteld worden. Gas en voorontsteking werden geregeld door manettes op het stuur, de koppeling met een stuurhendel links, de voorrem met een stuurhendel rechts, de schakelhefboom zat rechts naast de tank en de achterrem werd met de linkervoet bediend. Het Model E4 werd verkocht als "3½pk-model". Het voorgaande Model B1 was nog verkocht als 2¾pk-model.

### Model G4 1926
Voor het Model G4 in 1927 konden klanten tegen extra betaling een oliepompje bestellen. Dat werd door de uitlaatnokkenas aangedreven en was slechts een aanvulling op de total loss-handsmering. Die bleef behouden en de olie werd ook niet teruggevoerd naar de tank, zoals bij het latere dry-sumpsysteem.

### Modellen H4 en K4 1927-1928
Bij het Model H4 uit 1927 werd de bediening van de koppeling gewijzigd en de cilinderkop was nu bevestigd met kopbouten die rechtstreeks in het carter zaten. Ook kreeg de machine nu een Amal-carburateur. Dat was logisch, want de eerdere leveranciers Amac en Binks waren samen met Brown & Barlow samengesmolten tot AMALgamated carburettors. Verder waren er voor zover bekend geen wijzigingen. Bij het Model K4 uit 1929 was het oliepompje mogelijk standaard geworden.

### Model M4 1929
In 1929 ging het erg slecht met AJS. Voor het derde jaar op rij kon men geen dividend uitkeren en de Midlands Bank besloot de lopende lening te beëindigen. Die lening kon worden afbetaald, maar AJS hield nauwelijks werkkapitaal over. Om te overleven moesten alle modellen worden gemoderniseerd, om te beginnen met de zadeltank die al in 1924 door Howard Davies was uitgevonden en die snel opgang deed. Het Model M4 kreeg zo'n tank, maar niet het bijpassende frame. De parallellogramvork werd gewijzigd en de motor kreeg nu eindelijk zijn dry-sump smeersysteem, met een olietank onder het zadel. De machine had een nieuw sportief "Semi-TT"-stuur. Voor een Smiths-snelheidsmeter en een stuurdemper moest extra worden betaald. De standaard-uitvoering kostte 48 pond.

## Jaren dertig

### Model R4 1930
In 1930 was de modellenlijn drastisch beperkt. Er waren nog maar drie 350cc-modellen: Het Model R4 als luxe sportieve zijklepper, het Model R6 als sportieve kopklepper en het Model R5 als standaard-zijklepper. Het Model R4 werd wel vernieuwd. De cilinder helde 30º voorover waardoor de nieuwe Lucas-Magdyno achter de cilinder kon worden geplaatst. De voorste framebuis liep nu ook parallel aan de cilinder. Ze kreeg een Lucas-verlichtingsset.

### Modellen S4 en SA4 1931
In 1931 bracht AJS het Model S4 uit. Dat was echter een "De Luxe" 400cc-model met een slag van 93 mm. Het kreeg een middenbok en een stuurdemper en leverde ook wat meer koppel om het als zijspantrekker geschikt te maken. Het Model S4 viel echter in een hogere belastingklasse, en daarom werd ook het Model SA4 geleverd. Dat was identiek, maar had nog de 350cc-motor.

## Einde productie
Nadat het Model 3 al na 1929 van de markt was gehaald, volgde in 1931 het Model 4. Van de 350cc-zijkleppers bleef alleen het Model S5 over. In 1930 besloten de aandeelhouders om het faillissement aan te vragen en eind 1931 werd de motorfietsafdeling van AJS verkocht aan Matchless in Woolwich.

## Afbeeldingen

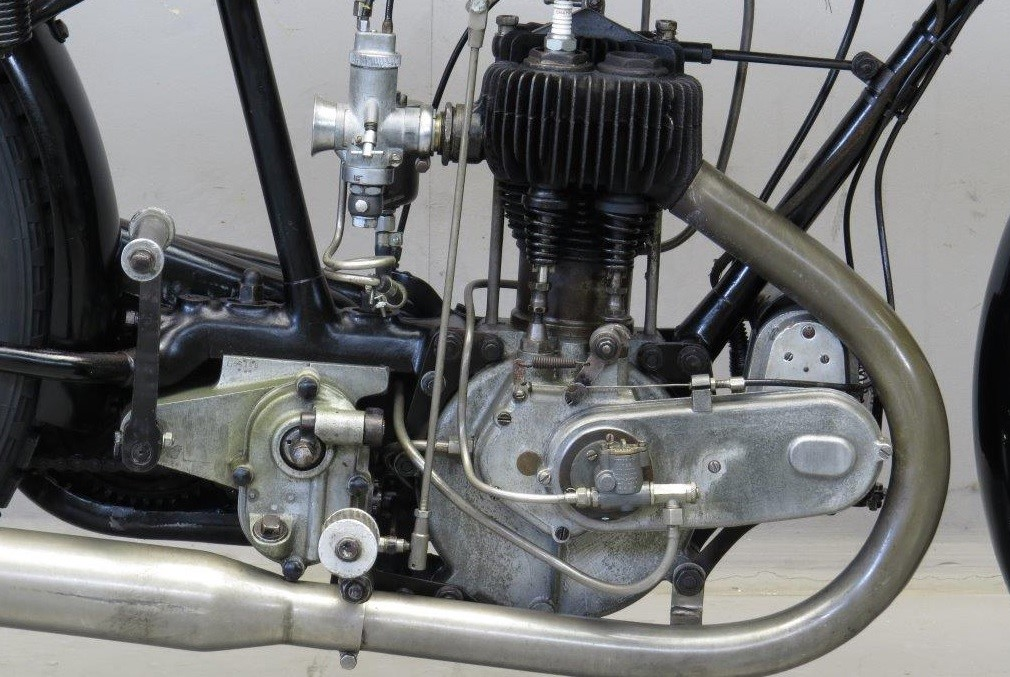
Dit G4-blokje uit 1926 heeft het als extra leverbare oliepompje dat door de uitlaatnokkenas wordt aangedreven.
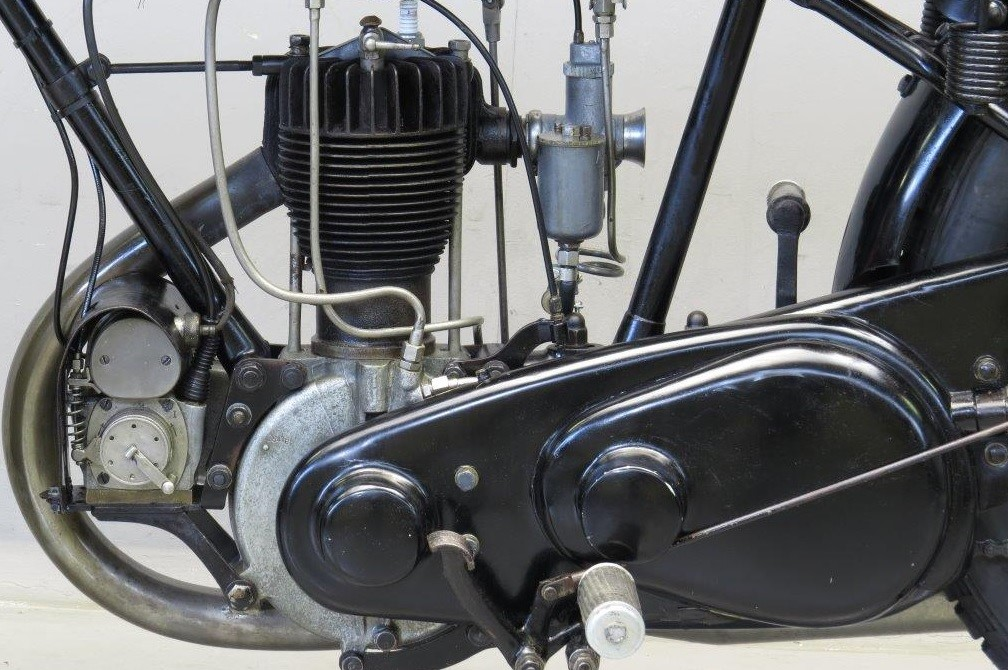
Omdat dit Model G4 is uitgevoerd met elektrische verlichting is de ontstekingsmagneet uitgebreid met een Lucas-dynamo.

## Technische gegevens
| AJS Model              | E4                       | G4                       | H4                       | K4                       | M4                       | R4                       | SA4                      | S4                       |
| ---------------------- | ------------------------ | ------------------------ | ------------------------ | ------------------------ | ------------------------ | ------------------------ | ------------------------ | ------------------------ |
| Periode                | 1925                     | 1926                     | 1927                     | 1928                     | 1929                     | 1930                     | 1931                     | 1931                     |
| Categorie              | Sportmotor               | Sportmotor               | Sportmotor               | Sportmotor               | Sportmotor               | Sportmotor               | Sportmotor               | Sportmotor               |
| Motortype              | Zijklepmotor             | Zijklepmotor             | Zijklepmotor             | Zijklepmotor             | Zijklepmotor             | Zijklepmotor             | Zijklepmotor             | Zijklepmotor             |
| Bouwwijze              | Staande eencilinder      | Staande eencilinder      | Staande eencilinder      | Staande eencilinder      | Staande eencilinder      | Staande eencilinder      | Staande eencilinder      | Staande eencilinder      |
| Koeling                | Lucht                    | Lucht                    | Lucht                    | Lucht                    | Lucht                    | Lucht                    | Lucht                    | Lucht                    |
| Boring                 | 74 mm                    | 74 mm                    | 74 mm                    | 74 mm                    | 74 mm                    | 74 mm                    | 74 mm                    | 74 mm                    |
| Slag                   | 81 mm                    | 81 mm                    | 81 mm                    | 81 mm                    | 81 mm                    | 81 mm                    | 81 mm                    | 93 mm                    |
| Cilinderinhoud         | 348,4 cc                 | 348,4 cc                 | 348,4 cc                 | 348,4 cc                 | 348,4 cc                 | 348,4 cc                 | 348,4 cc                 | 400,0 cc                 |
| Carburateur(s)         | Amac                     | Amac                     | Amal                     | Amal                     | Amal                     | Amal                     | Amal                     | Amal                     |
| Smeersysteem           | Total loss met handpomp  | Total loss met handpomp  | Total loss met handpomp  | Total loss met handpomp  | Dry-sump                 | Dry-sump                 | Dry-sump                 | Dry-sump                 |
| Max. Vermogen          | 3½ pk                    | 3½ pk                    | 3½ pk                    | 3½ pk                    | 3½ pk                    | 3½ pk                    | 3½ pk                    | 4 pk                     |
| Primaire aandrijving   | Ketting                  | Ketting                  | Ketting                  | Ketting                  | Ketting                  | Ketting                  | Ketting                  | Ketting                  |
| Koppeling              | Enkelvoudige droge plaat | Enkelvoudige droge plaat | Enkelvoudige droge plaat | Enkelvoudige droge plaat | Enkelvoudige droge plaat | Enkelvoudige droge plaat | Enkelvoudige droge plaat | Enkelvoudige droge plaat |
| Versnellingen          | 3                        | 3                        | 3                        | 3                        | 3                        | 3                        | 3                        | 3                        |
| Secundaire aandrijving | Ketting                  | Ketting                  | Ketting                  | Ketting                  | Ketting                  | Ketting                  |                          |                          |
| Rijwielgedeelte        | Open brugframe           | Open brugframe           | Open brugframe           | Open brugframe           | Open brugframe           | Open brugframe           | Open brugframe           | Open brugframe           |
| Voorvork               | Parallellogramvork       | Parallellogramvork       | Parallellogramvork       | Parallellogramvork       | Parallellogramvork       | Parallellogramvork       |                          |                          |
| Achtervork             | Star                     | Star                     | Star                     | Star                     | Star                     | Star                     | Star                     | Star                     |
| Remmen                 | Trommelremmen            | Trommelremmen            | Trommelremmen            | Trommelremmen            | Trommelremmen            | Trommelremmen            | Trommelremmen            | Trommelremmen            |
| Droog gewicht          | 118 kg                   | 118 kg                   | 118 kg                   | 118 kg                   | 118 kg                   | 118 kg                   | 126 kg                   | 126 kg                   |